# Genoa Cricket and Football Club 1920-1921
Questa pagina raccoglie i dati riguardanti il Genoa Cricket and Football Club nelle competizioni ufficiali della stagione 1920-1921.

## Stagione
Tornano tra le file del Genoa Edoardo Mariani e l'inglese Percy Walsingham mentre lascia il club il bomber Aristodemo Santamaria, trasferitosi alla Novese.
In campionato il Grifone si piazza al secondo posto della Prima Categoria Ligure 1920-21, dietro all'Andrea Doria, lasciando il titolo di campioni regionali ai biancoblu.
Raggiunte comunque le semifinali, non supera il girone A, chiuso dietro al Bologna.

## Divise
La maglia per le partite casalinghe presentava i colori attuali (anche se la dicitura ufficiale era rosso granato e blu) ma a differenza di oggi il blu era posizionato a destra.
La seconda maglia era la classica maglia bianca con le due strisce orizzontali rosso-blu sormontate dallo stemma cittadino.

## Organigramma societario
Area direttiva
- Presidente: Guido Sanguineti
- Direttivo: Geo Davidson[2]

Area tecnica
- Allenatore: William Garbutt

## Rosa
| N. |                   | Ruolo | Calciatore        |
| -- | ----------------- | ----- | ----------------- |
|    | Italia (bandiera) | P     | Valentino Gola    |
|    | Italia (bandiera) | P     | Italo Ricci       |
|    | Italia (bandiera) | P     | Giacomo Rolla     |
|    | Italia (bandiera) | D     | Ottavio Barbieri  |
|    | Italia (bandiera) | D     | Giacomo Bergamino |
|    | Italia (bandiera) | D     | Pietro Braga      |
|    | Italia (bandiera) | D     | Tullio Caviglia   |
|    | Italia (bandiera) | D     | Renzo De Vecchi   |
|    | Italia (bandiera) | D     | Carlo Ferrari     |
|    | Italia (bandiera) | D     | Giuseppe Ferrari  |
|    | Italia (bandiera) | C     | Luigi Benvenuto   |
|    | Italia (bandiera) | C     | Mario Capurro     |
|    | Italia (bandiera) | C     | Angelo Dellacasa  |

| N. |                        | Ruolo | Calciatore                 |
| -- | ---------------------- | ----- | -------------------------- |
|    | Italia (bandiera)      | C     | Ettore Leale               |
|    | Italia (bandiera)      | C     | Enrico Sardi               |
|    | Italia (bandiera)      | C     | Domenico Sedino            |
|    | Italia (bandiera)      | C     | Giovanni Battista Traverso |
|    | Italia (bandiera)      | C     | Vittorio Zorzoli           |
|    | Italia (bandiera)      | A     | Augusto Bergamino          |
|    | Italia (bandiera)      | A     | Cereseto                   |
|    | Italia (bandiera)      | A     | Edoardo Leone              |
|    | Italia (bandiera)      | A     | Giacomo Magioncalda        |
|    | Italia (bandiera)      | A     | Edoardo Mariani            |
|    | Italia (bandiera)      | A     | Leone Scotti               |
|    | Italia (bandiera)      | A     | Luigi Tabacco              |
|    | Inghilterra (bandiera) | A     | Percy Walsingham           |

## Calciomercato
| Acquisti | Acquisti            | Acquisti        | Acquisti |
| R.       | Nome                | da              | Modalità |
| -------- | ------------------- | --------------- | -------- |
| C        | Luigi Benvenuto     | Militare        |          |
| D        | Pietro Braga        | Genoa II        |          |
| D        | Tullio Caviglia     | Libero          |          |
| A        | Cereseto            | Sampierdarenese |          |
| D        | Carlo Ferrari       | Juventus Roma   |          |
| D        | Giuseppe Ferrari    | Genoa II        |          |
| P        | Valentino Gola      | Genoa II        |          |
| A        | Edoardo Leone       | Genoa II        |          |
| A        | Giacomo Magioncalda | Varazze         |          |
| A        | Edoardo Mariani     | Milan           |          |
| A        | Leone Scotti        | Pisa            |          |
| C        | Domenico Sedino     | Corniglianese   |          |
| A        | Luigi Tabacco       | Genoa II        |          |
| C        | Vittorio Zorzoli    | US Torinese     |          |
| A        | Percy Walsingham    | Libero          |          |

| Cessioni | Cessioni              | Cessioni      | Cessioni |
| R.       | Nome                  | a             | Modalità |
| -------- | --------------------- | ------------- | -------- |
| A        | Guglielmo Brezzi      | Alessandria   |          |
| A        | Emanuele Dellepiane   | Novese        |          |
| A        | Ottavio Faini         | Genoa II      |          |
| D        | Carlo Ghigliano       | Savona        |          |
| D        | Fausto Lazotti        | Libero        |          |
| D        | Ruggero Maineri       | Sestrese      |          |
| C        | Pietro Pella          | Fine carriera |          |
| A        | Aristodemo Santamaria | Novese        |          |
| P        | Valerio Felice Terzi  | Novara        |          |

## Risultati

### Prima Categoria

#### Sezione ligure
| Sestri Ponente 30 ottobre 1920                           | Sestrese  | 1 – 1      | Genoa | Campo di Via Tripoli |
| \| \| \| \| \| Multedo 15’ \| Marcatori \| 82’ Scotti \| |           |            |       |                      |
|                                                          |           |            |       |                      |
| Multedo 15’                                              | Marcatori | 82’ Scotti |       |                      |

| Arbitro: | Olivari (Genova) |

|                  |           |  |
| Sardi 85’ (rig.) | Marcatori |  |

| Arbitro: | Galletti (Genova) |

|  |           |          |
|  | Marcatori | 30’ Mura |

| Arbitro: | Mastellari (Bologna) |

|         |           |       |
| Morchio | Marcatori | Sardi |

| Arbitro: | Dani (Genova) |

|             |           |             |
| Cutic Perlo | Marcatori | Bergamino I |

| Arbitro: | Barnabò (Milano) |

|                 |           |  |
| De Marchi Bixio | Marcatori |  |

| Genova 9 gennaio 1921             | Genoa     | 2 – 0 | Rivarolese | Campo Genoa Cricket & Football Club |
| \| \| \| \| \| \| Marcatori \| \| |           |       |            |                                     |
|                                   |           |       |            |                                     |
| Gol · Gol                         | Marcatori |       |            |                                     |

| Genova 16 gennaio 1921                                         | Genoa     | 3 – 0 | Sestrese | Campo Genoa Cricket & Football Club |
| \| \| \| \| \| Bergamino I De Vecchi Scotti \| Marcatori \| \| |           |       |          |                                     |
|                                                                |           |       |          |                                     |
| Bergamino I De Vecchi Scotti                                   | Marcatori |       |          |                                     |

| Arbitro: | Agostini (Firenze) |

|              |           |               |
| Gallotti 20’ | Marcatori | 40’ De Vecchi |

| Arbitro: | Grossi (Milano) |

|  |           |                  |
|  | Marcatori | De Vecchi Scotti |

| Arbitro: | Mauro (Milano) |

|                 |           |  |
| Sardi De Vecchi | Marcatori |  |

| Arbitro: | Barnabò (Milano) |

|            |           |  |
| Walsingham | Marcatori |  |

| Arbitro: | Barnabò (Milano) |

|                     |           |  |
| Dellacasa De Vecchi | Marcatori |  |

| Rivarolo 6 febbraio 1921          | Rivarolese | 0 – 2     | Genoa |  |
| \| \| \| \| \| \| Marcatori \| \| |            |           |       |  |
|                                   |            |           |       |  |
|                                   | Marcatori  | Gol · Gol |       |  |

#### Girone A semifinale nord
| Arbitro: | Mastellari (Bologna) |

|  |           |       |
|  | Marcatori | Sardi |

| Arbitro: | Venegoni (Legnano) |

|       |           |                       |
| Sardi | Marcatori | Perin Della Valle III |

| Arbitro: | A.Gama (Milano) |

|                            |           |                             |
| Bellolio 33’ Morandi I 42’ | Marcatori | 45’ De Vecchi 89’ Dellacasa |

| Arbitro: | Brambilla (Milano) |

|           |           |                |
| Sardi 72’ | Marcatori | 39’ Meneghetti |

| Arbitro: | Mauro (Milano) |

|             |           |           |
| Alberti 27’ | Marcatori | Dellacasa |

| Arbitro: | Rangone (Alessandria) |

|                                           |           |                             |
| Scotti 21’ Dellacasa 25’, 40’ Tabacco 76’ | Marcatori | 23’ Corsi 48’, 84’ Bellolio |

## Statistiche

### Statistiche di squadra
| Competizione    | Punti | In casa | In casa | In casa | In casa | In casa | In casa | In trasferta | In trasferta | In trasferta | In trasferta | In trasferta | In trasferta | Totale | Totale | Totale | Totale | Totale | Totale | DR  |
| Competizione    | Punti | G       | V       | N       | P       | Gf      | Gs      | G            | V            | N            | P            | Gf           | Gs           | G      | V      | N      | P      | Gf     | Gs     | DR  |
| --------------- | ----- | ------- | ------- | ------- | ------- | ------- | ------- | ------------ | ------------ | ------------ | ------------ | ------------ | ------------ | ------ | ------ | ------ | ------ | ------ | ------ | --- |
| Prima Categoria | 26    | 10      | 7       | 1       | 2       | 21      | 7       | 10           | 3            | 5            | 2            | 12           | 10           | 20     | 10     | 6      | 4      | 33     | 17     | +16 |

### Statistiche dei giocatori
| Giocatore      | Prima Categoria | Prima Categoria |
| Giocatore      | Presenze        | Reti            |
| -------------- | --------------- | --------------- |
| O. Barbieri    | 16              | 0               |
| L. Benvenuto   | 2               | 0               |
| A. Bergamino   | 16              | 2               |
| G. Bergamino   | 14              | 0               |
| P. Braga       | 5               | 0               |
| M. Capurro     | 1               | 0               |
| T. Caviglia    | 1               | 0               |
| Cereseto       | 1               | 0               |
| A. Dellacasa   | 16              | 5               |
| R. De Vecchi   | 16              | 6               |
| C. Ferrari     | 13              | 0               |
| G. Ferrari     | 1               | 0               |
| V. Gola        | 1               | 0               |
| E. Leale       | 16              | 0               |
| E. Leone       | 1               | 0               |
| G. Magioncalda | 3               | 0               |
| E. Mariani     | 7               | 0               |
| I. Ricci       | 15              | 0               |
| G. Rolla       | 1               | 0               |
| E. Sardi       | 12              | 9               |
| L. Scotti      | 16              | 4               |
| D. Sedino      | 1               | 0               |
| L. Tabacco     | 1               | 1               |
| G. B. Traverso | 7               | 0               |
| P. Walsingham  | 8               | 2               |
| V. Zorzoli     | 6               | 0               |